# Nyugat-Szahara zászlaja
A spanyolok kivonulását követő napon az ország kikiáltotta függetlenségét, és adoptálta nemzeti lobogóját. A zászló kialakítása Palesztináét követi, pánarab színekkel, vörös félholddal és csillaggal, az iszlám jelképeivel.
A vörös szín a függetlenségért folytatott küzdelemben kiontott vért, a fekete a gyarmati időszakot, a fehér a szabadságot, a zöld pedig a haladást szimbolizálja.